# Софи Мари Йодокси Кастан
Софи Мари Еудокси Кастан (на френски: Sophie Marie Eudoxie Castagne) е френска пътешественичка.

## Биография
Родена е на 20 юни 1824 г. в енорията „Сен Антоан“ в Пера в семейството на Огюст и Софи Кастан. Получава образованието си в пансион във Франция, след което пътува и изучава бита и живота в Северна Африка и Ориента. Установява се в Истанбул и се занимава с домакинството на семейството. Активно помага на баща си в личната и служебна кореспонденция, в търговските сделки и канцеларската работа. Тя е дълбоко религиозна и след 1855 г. се оттегля в манастир в Амиен, Франция.
Личният ѝ архив е част от Родов фонд „Кастан – Дюрони“, който се съхранява във фонд 811К в Държавен архив – Варна.